# Clément Combes
Pour les personnes ayant le même patronyme, voir Combes.
Clément Combes, de son nom complet Barthélémy Clément Combes, né le 29 septembre 1839 à Marseillette (Aude) et mort le 20 février 1922 à La Marsa (Tunisie), est un religieux français, archevêque d'Alger de 1908 à 1917 et archevêque de Carthage et primat d'Afrique de 1893 à 1922. Succédant à Charles Lavigerie, il poursuit son œuvre en créant de nombreuses paroisses à destination de la population chrétienne qui arrive nombreuse à partir de l'instauration du protectorat français de Tunisie en 1881.

## Biographie
Clément Combes naît à Marseillette le 29 septembre 1839. À l'âge de quartorze ans, il suit ses parents qui s'installent à Aumale en Algérie. Remarqué par le curé de sa paroisse, il est encouragé à s'inscrire au séminaire. Le 2 juillet 1864, il est ordonné prêtre à Alger. D'abord vicaire à Dellys, il devient curé d'Affreville en 1867. Dès septembre 1870, il devient secrétaire général du diocèse d'Alger avant d'être promu vicaire général aux côtés de Monseigneur Charles Lavigerie en 1878. Après le départ de ce dernier en Tunisie, il est nommé évêque de Constantine le 9 octobre 1881. Le décès de son ancien protecteur le propulse à Tunis où il prend sa succession au poste d'archevêque de Carthage et primat d'Afrique, le 15 juin 1893.
La régence de Tunis est alors en plein bouleversement. La population chrétienne est en plein essor depuis l'instauration du protectorat en 1881 et les fidèles, installés aux quatre coins du pays, espèrent le soutien spirituel que peut leur apporter la venue de prêtres et la construction d'églises. Le cardinal Lavigerie l'a bien compris. À son décès, les 50 000 Européens sont répartis en 23 paroisses alors qu'il n'y en avait que neuf en 1881. Au décès de Combes, le nombre de paroisses s'élève à 65 pour 150 000 Européens.
En 1901, l'arrivée du résident général de France en Tunisie Stephen Pichon est source de tensions entre l'archevêché et les autorités gouvernementales. Alors que le débat fait rage en France entre partisans et adversaires de la séparation de l'Église et de l'État, celui-ci décide, dès son arrivée, de fermer les écoles chrétiennes dont certaines fonctionnaient déjà avant 1881. Il interdit également à tout membre du gouvernement d'assister aux offices religieux à titre officiel. L'interdiction des processions religieuses chrétiennes est également envisagée mais la crainte d'un mécontentement des populations italiennes fait renoncer au projet. L'anticléricalisme est à son comble lorsqu'il est décidé de relever les noms des fidèles qui assistent aux offices. On renvoie même des hôpitaux les religieuses qui y soignent les malades.
En 1908, comme son prédécesseur, le cardinal Lavigerie qui cumulait les deux fonctions, Clément Combes est nommé archevêque d'Alger le 28 novembre, poste qu'il conserve jusqu'à sa démission le 2 janvier 1917.
Le déclenchement de la Première Guerre mondiale en 1914 est une nouvelle épreuve. De nombreuses messes sont dites dans les églises pour le retour des soldats, jusqu'au 11 novembre 1918, lorsque l'armistice est annoncé par les cloches des dizaines d'églises qui parsèment maintenant la Tunisie.
L'âge avancé de Monseigneur Combes explique qu'on lui adjoigne un administrateur le 6 février 1920 : il s'agit de Monseigneur Auguste-Fernand Leynaud, ancien curé de Sousse qui a pris sa succession à l'archevêché d'Alger. Vingt jours plus tard, arrive Monseigneur Alexis Lemaître en qualité d'auxiliaire en vue de lui succéder. Il est intronisé le 1er novembre et assure les tâches d'archevêque, l'état de santé de Monseigneur Combes ne lui permettant plus de s'en occuper. Il décède à La Marsa le 20 février 1922.

## Succession apostolique
Clément Combes a ordonné les évêques suivants :
- Évêque Anatole-Joseph Toulotte, M. Afr. (1891)
- Évêque Alexandre Piquemal (1909)
- Archevêque Alexis Lemaître, M. Afr. (1911)
- Évêque Jules-Alexandre-Léon Bouissière (de) (1913)
- Archevêque Auguste-Fernand Leynaud (de) (1917)